# Gaia Giovannini
Gaia Giovannini (Bologna, 17 dicembre 2001) è una pallavolista italiana, schiacciatrice della Megavolley.

## Carriera

### Club
La carriera di Gaia Giovannini inizia nella stagione 2019-20 nel Montale, in Serie A2. Nell'annata 2020-21 viene ingaggiata dalla Cuneo Granda, esordendo in Serie A1, stessa categoria dove milita nella stagione 2022-23 indossando la maglia dell'AGIL e in quella 2023-24 con la Megavolley.

### Nazionale
Nel 2024 ottiene le prime convocazioni nella nazionale italiana, con cui, nello stesso anno, vince la medaglia d'oro alla Volleyball Nations League e ai Giochi della XXXIII Olimpiade di Parigi, mentre nel 2025 conquista nuovamente l'oro alla Volleyball Nations League.